# Kampung Baru (Semadam)
Kampung Baru is een bestuurslaag in het regentschap Aceh Tenggara van de provincie Atjeh, Indonesië. Kampung Baru telt 525 inwoners (volkstelling 2010).